# Isaura Borges Coelho
Isaura Assunção da Silva Borges Coelho (Portimão, 20 de junio de 1926 - Parede, Cascais, 11 de junio de 2019), fue una enfermera sindicalista portuguesa. Destacó por sus esfuerzos a favor de los derechos de las enfermeras, habiendo sido torturada y encarcelada por la policía política de la dictadura portuguesa.

## Biografía
Nacida en la ciudad de Portimão, el 20 de junio de 1926. Demostró su capacidad para ayudar a los demás incluso durante su juventud, ya que salvó, con sólo once años, a una niña de ahogarse en Praia do Vau. Cuando tenía 16 años evitó un accidente ferroviario al alertar en un vagón de ferrocarril para que frenara, porque un vehículo de tracción animal se había detenido en un paso a nivel en la carretera de Monchique, sin embargo fue condenada a un proceso judicial por su actuación.
Estudió en la Escuela de Enfermería Artur Ravara, entre 1949 y 1952,donde completó sus estudios de Enfermería.

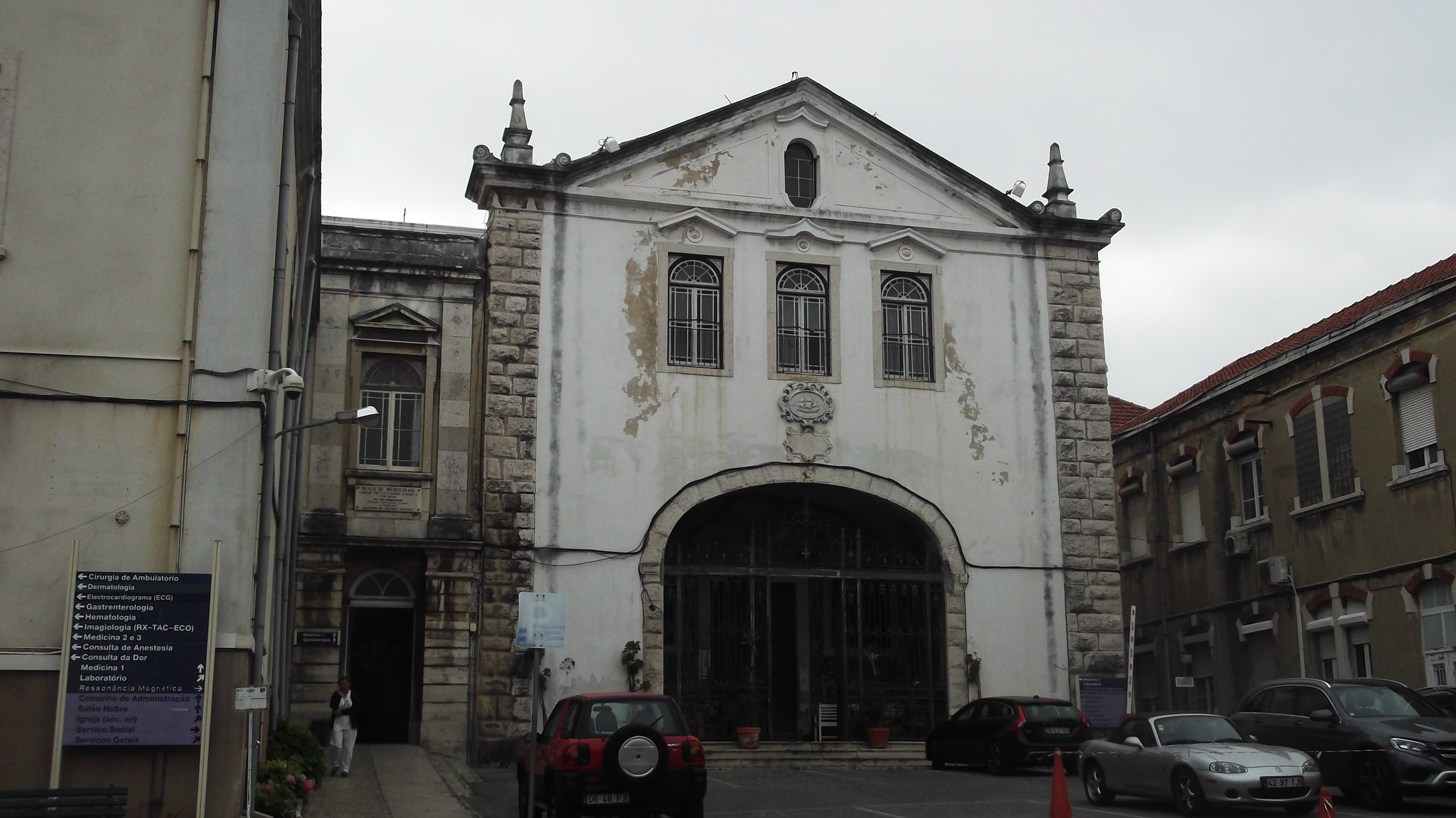
Hospital dos Capuchos, en 2018.

### Activismo y carrera profesional
Inició su carrera en 1952, en los Hospitales Civiles de Lisboa, en el Hospital dos Capuchos. En aquella época, fue testigo de unas condiciones de trabajo terribles, con treinta turnos nocturnos obligatorios, que se suponía que duraban sólo doce horas pero que a menudo duraban 24 horas, y se solía tener con sólo un día libre a la semana. Comenzó a luchar por la mejora de las condiciones de servicio, y una de sus primeras iniciativas fue la organización de una petición, dirigida a António de Oliveira Salazar, al cardenal Cerejeira y al jefe de enfermería de los hospitales, en protesta contra una ley que prohibía el matrimonio de las enfermeras. Esta petición, que logró reunir varios centenares de firmas y, se presentó tras el despido de doce de sus compañeras, por haberse casado sin la debida autorización. En efecto, el Decreto-Ley N° 28794, de 1 de julio de 1938, dispuso que las mujeres sólo podían trabajar en servicios de enfermería y pasantes si eran solteras y viudas, y sin hijos, debiendo ser reemplazadas si no cumplían con estas condiciones. La ley que prohibía el matrimonio de enfermeras sólo fue derogada después de varios años de protestas, con el decreto nº 44923, de marzo de 1963. En 1953 Isaura Borges fue detenida por la Policía Internacional y de Defensa del Estado (PIDE) cuando esta se dirigía a la sede del Movimiento Juvenil Unidad Democrática a la cual se había afiliado y situada en la antigua parroquia de Anjos. Las demás jóvenes detenidas en la misma ocasión finalmente fueron liberadas, pero Isaura Borges Coelho fue detenida debido a la petición que había organizado recientemente a favor de los derechos de las enfermeras, apodada la casamentera por la policía. Fue torturada por la policía política, golpeada y arrastrada por el pelo delante de su abogado, Lopes Correia, quien a su vez fue atacada violentamente. Los informes sobre el trato recibido provocaron protestas, incluida la distribución de folletos para su liberación en Lisboa. Durante su juicio, la policía política utilizó una estratagema común: sus agentes ocuparon los bancos destinados al público, negando así el acceso a sus seguidores. Sin embargo, algunos de ellos lograron entrar en la sala del tribunal, entre ellos el escritor Alexandre O'Neill, la escritora María Lamas, el ingeniero Álvaro Veiga de Oliveira y la inglesa María Isabel Aboim.
Fue condenada a dos años de prisión, prorrogables por medidas de seguridad, y a la pérdida de los derechos políticos por un período de quince años. Los motivos de su condena fueron " pertenecer a la MUD Juvenil y apoyarla, por haber acusado a la PIDE de infligir torturas morales y físicas a los presos, por haber exigido condiciones mínimas para trabajar en los hospitales, por haber protestado contra el hecho de que las enfermeras no pueden casarse.» La noticia de su condena generó nuevas protestas y el lanzamiento de folletos con el manifiesto Liberemos a Isaura Silva, que consideraba su detención como “un acto de terrorismo  grave que sembró entre nosotros la indignación y el asombro”». El manifiesto también calificaba el proceso de "monstruoso " y de "verdadero atentado contra la conciencia y la libertad humanas ", y afirmaba que también habían detenido a su hermana, Hortênsia da Silva, que también trabajaba como enfermera. El texto también informó que “días antes del juicio, detuvieron a la abogada defensora, ladoctora Lopes Correia, imposibilitándole presentar la lista de testigos dentro del plazo. Durante el juicio, la PIDE hizo evacuar la sala, llenándola de agentes para presionar al 'tribunal' y asustar a los espectadores. », y que Isaura Borges Coelho estuvo «aislada durante siete meses y diez días». El Movimiento Juvenil de Unidad Democrática también reaccionó a la convicción, afirmando, en junio de 1954, que « Con Isaura Silva las enfermeras y los jóvenes de Portugal están el banquillo.».

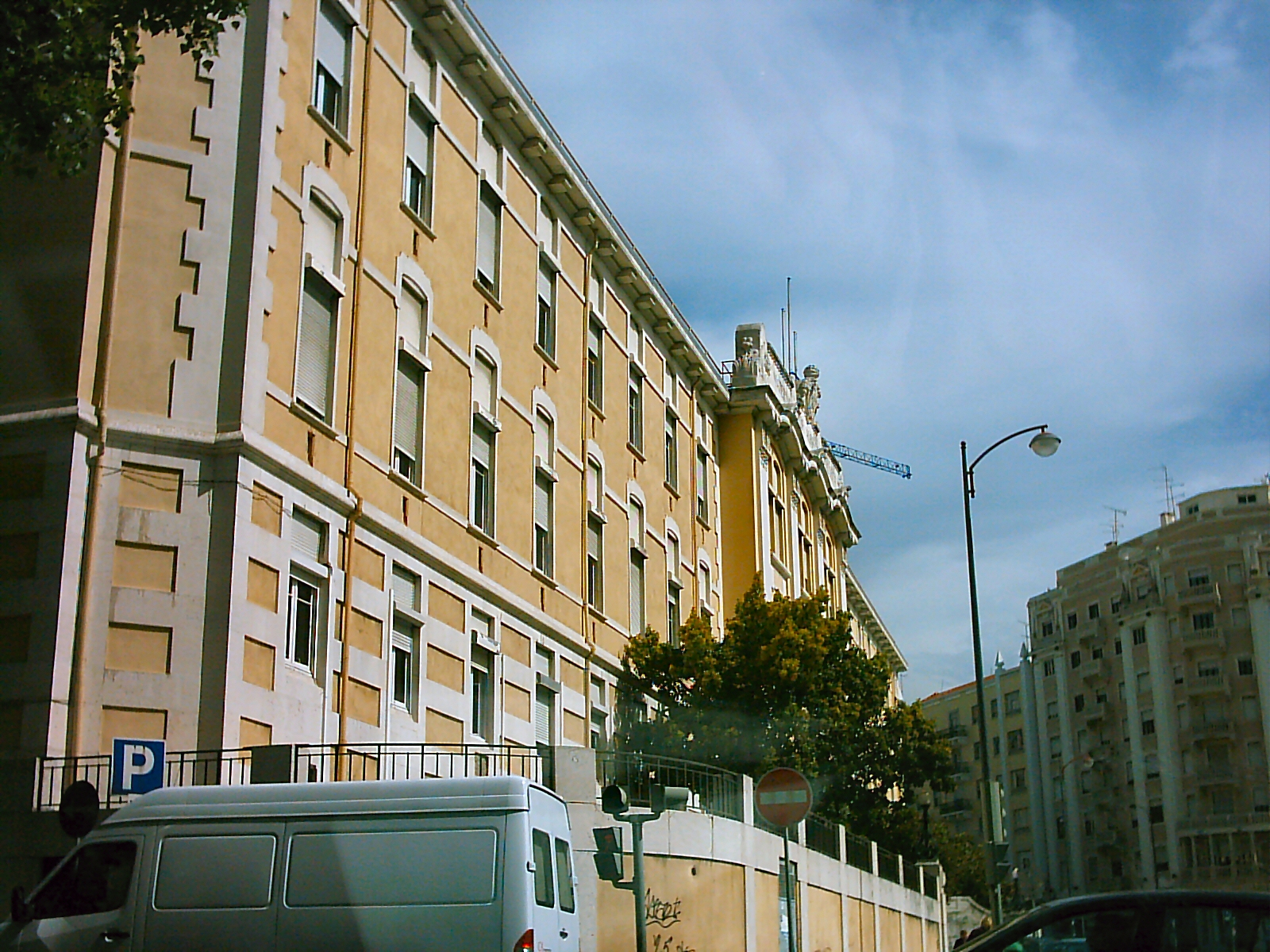
Hospital Materno Alfredo da Costa, en 2003.

Sin embargo, debido a medidas de seguridad, fue encarcelada durante unos cuatro años, en lugar de los dos a los que había sido condenada inicialmente, de la que salió en 1957, en un estado muy frágil, pesando sólo unos treinta kilos y habiendo sido hospitalizada durante superíodo de encarcelamiento. Tras salir de prisión, permaneció primero en el Hospital Santa Marta, y aproximadamente un mes después en el Hospital Santa María. Se unió al Partido Comunista Portugués después de su liberación de prisión.
En ese momento, ella ya tenía una relación con António Borges Coelho, pero no le permitían visitarlo porque este también estaba preso, por lo que se organizó un plan para que transmitieran cartas a través de un familiar, que sin embargo fue descubierto. La boda tuvo lugar el 4 de enero de 1959, en el Fuerte de Peniche, donde estaba encarcelado el historiador. Luego regresó a Portimão, donde vivió en casa de sus padres, donde siguió siendo vigilada por la policía política. Vivió en Portimão durante aproximadamente un año y luego se le permitió regresar a Lisboa, donde estudió en el Instituto Portugués de Oncología, bajo la dirección del profesor António Gentil Martins. Trabajó en la Liga Hospitalaria, donde tuvo una destacada carrera, pero fue expulsada tiempo después por el director de la liga, almirante Henrique Tenreiro, debido a su activismo político. Como tenía prohibido ejercer en hospitales públicos, logró encontrar trabajo en una clínica privada, con el apoyo de los médicos Pedro Monjardino y Francisco Pulido Valente. Después de muchos esfuerzos, logró inscribirse en el curso de Puericultura y Parto de la Maternidade Alfredo da Costa, donde trabajó como enfermera eventual.
Después de la Revolución del 25 de abril de 1974, fue invitada al puesto de jefa de enfermería en los Hospitales Civiles de Lisboa, oferta que rechazó y trabajó como enfermera de segunda clase en la Maternidade Alfredo da Costa, donde más tarde ascendió. a la categoría de enfermera de primera. Luego realizó cursos de Enfermería Pediátrica y Salud Infantil, e ingresó al Servicio de Prematuridad como enfermera jefe. Hasta su jubilación, también trabajó como delegada sindical de enfermeras en la Maternidad Alfredo da Costa, en el Sindicato Portugués de Enfermeras.
Falleció el 11 de junio de 2019, en la localidad de Parede, donde vivía. El funeral se celebró el 13 de junio en el Centro Funerário de Cascais da Servilusa. Tuvo una hija con su marido António Borges Coelho. 

## Homenajes
El 8 de marzo de 2002 fue honrada con el grado de Comandante de la Orden de la Libertad. En 2018 recibió la Medalla de Honor del Ayuntamiento de Portimão y el título de ciudadana meritoria.
Tras su muerte, el municipio de Portimão emitió una nota de pésame.